# Pitkäkari (ö i Finland, Norra Österbotten, Brahestad, lat 64,69, long 24,45)
Pitkäkari är en ö i Finland.   Den ligger i kommunen Brahestad i den ekonomiska regionen  Brahestads ekonomiska region  och landskapet Norra Österbotten, i den centrala delen av landet, 500 km norr om huvudstaden Helsingfors.